# Torneo di Wimbledon 1958
Il Torneo di Wimbledon 1958 è stata la 72ª edizione del Torneo di Wimbledon e terza prova stagionale dello Slam per il 1958.
Si è giocato sui campi in erba dell'All England Lawn Tennis and Croquet Club di Wimbledon a Londra, in Gran Bretagna.

## Campioni

### Senior

#### Singolare maschile
Ashley Cooper ha battuto in finale  Neale Fraser con il punteggio di 3–6, 6–3, 6–4, 13–11.

#### Singolare femminile
Althea Gibson ha battuto in finale  Angela Mortimer con il punteggio di 8–6, 6–2.

#### Doppio maschile
Sven Davidson /  Ulf Schmidt hanno battuto in finale  Ashley Cooper /  Neale Fraser con il punteggio di 6–4, 6–4, 8–6.

#### Doppio femminile
Maria Bueno /  Althea Gibson hanno battuto in finale  Margaret Osborne duPont /  Margaret Varner con il punteggio di 6–3, 7–5.

#### Doppio misto
Lorraine Coghlan /  Robert Howe hanno battuto in finale  Althea Gibson /  Kurt Nielsen con il punteggio di 6–3, 13–11.

### Junior

#### Singolare ragazzi
Butch Buchholz ha sconfitto in finale  Premjit Lall con il punteggio di 6–1, 6–3.

#### Singolare ragazze
Sally Moore ha sconfitto in finale  Anna Dmitrieva con il punteggio di 6–2, 6–4.